# 奈良県第1区
奈良県第1区（ならけんだい1く）は、日本の衆議院議員総選挙における選挙区。1994年（平成6年）の公職選挙法改正で設置。

## 区域

### 現在の区域
2017年（平成29年）公職選挙法改正以降の区域は以下のとおりである。2017年の区割変更により、4区が廃止されたことに伴い、2区の区域のうち、生駒市が編入された。
- 奈良市（都祁行政センター管内を除く）
  - 本庁管内
  - 西部・北部・東部の各出張所管内
  - 月ヶ瀬行政センター管内
- 生駒市

### 2017年以前の区域
2013年（平成25年）公職選挙法改正から2017年の小選挙区改定までの区域は以下のとおりである。
- 奈良市（都祁行政センター管内を除く）
  - 本庁管内
  - 西部・北部・東部の各出張所管内
  - 月ヶ瀬行政センター管内

1994年（平成6年）公職選挙法改正から2013年の小選挙区改定までの区域は以下のとおりである。
- 奈良市
- 添上郡

## 歴史
県の政治・経済・交通・文化の中心だけに、様々な支持層が混在している。奈良市の東部は保守票が多く、奈良町など旧市街は保守票・革新票（旧日本社会党 → 社会民主党・日本共産党）・公明党の支持母体である創価学会票が多く混在。新興住宅地の北部・西部は無党派層が多い。2017年の区割り改定では、同じ奈良盆地の自治体とではなく、無党派層が多い生駒市と同じ選挙区となった。
無党派層については、特に新興住宅地に住み県外通勤する層が多く地域への関心が薄いことから、国政選挙の投票率は高いが、地方選挙の投票率は低いといわれる。また1区現象も起きており、民主党の候補が連続で当選している。
1996年以降、新進党・自由民主党・民主党・立憲民主党がそれぞれ議席を獲得している。
- 第41回衆議院議員総選挙（1996年）
新進党の前職・高市早苗が当選。なお、高市は直後に新進党を離党し、率先して自民党に入党している。また共産党の辻第一、民主党の家西悟がそれぞれ重複立候補していた比例近畿ブロックで比例復活当選している。
- 第42回衆議院議員総選挙（2000年）
自民党の新人・森岡正宏（高市とのコスタリカ方式が採用され、高市は比例近畿ブロック単独候補となる）が、民主党の新人・馬淵澄夫と共産党新人を押さえ初当選。
- 第43回衆議院議員総選挙（2003年）
前回落選の民主党の新人・馬淵と自民党の前職・高市（コスタリカ方式で森岡と入れ替わり）と共産党の新人が立候補。結果は馬淵が高市を押さえ、初当選。高市は比例復活も果たせず落選し、2005年の総選挙以降では、森岡と同じく郵政民営化法案に反対した滝実への刺客候補として奈良2区に鞍替えし、当選している。
- 第44回衆議院議員総選挙（2005年）
コスタリカ方式で森岡が立候補するはずだったが、郵政民営化法案に反対したため、党の公認を得られず無所属での立候補を余儀なくされた。さらに、森岡に対するいわゆる「刺客」候補として鍵田忠兵衛（前・奈良市長）が自民党から立候補・また民主党の現職・馬淵、共産党の新人・細野歩が立候補した。
馬淵は文字通り市民派としての過去からの地道な活動を続け、森岡は支持基盤を固め、鍵田は父で奈良市長・衆議院議員であった忠三郎以来の強力な後援会を中心に、細野は共産党の支持基盤を中心として、それぞれ選挙活動をする。
結果、馬淵が2選を決め、鍵田は重複立候補していた比例近畿ブロックで復活当選。森岡は保守層を鍵田に多く取られたことが影響し、議席を失った。細野は無党派層に浸透できなかった。
- 第45回衆議院議員総選挙（2009年）
前回選挙終了後、森岡は他党への移籍や自民党への復党をせず、無所属での活動を続けた。
一方の鍵田は前回の奈良市長選時に敗れた対立候補が2期目への立候補をしなかったことで、奈良市長選への立候補を模索し、衆議院議員を辞職した。結果、民主党系の新人仲川げんに敗れ、落選。その後、死去）。
そのため、自民党の立候補者が宙に浮いた状態となったが、最終的に当初は平沼グループから無所属で立候補する予定だった森岡を擁立することを決定。森岡は解散直前に自民党へ復党した。
選挙には前職の馬淵、元職の森岡、共産党の井上良子、幸福実現党の栗岡真由美の4人が立候補するが、結果は全国的な民主党への追い風に乗る形で馬淵が、返り咲きを狙った森岡以下をダブルスコアで下す結果となった。
- 第46回衆議院議員総選挙（2012年）
前回と一変して、全国的な民主党への逆風が吹き荒れる中、知名度と閣僚経験を生かして、馬淵が4選。民主党では県内唯一の小選挙区で議席を守った。
自民党の小林茂樹も追い上げを見せ、重複立候補していた比例近畿ブロックで復活当選した。日本維新の会が擁立した大野祐司は、3番手に終わり比例復活も出来ずに落選。
- 第47回衆議院議員総選挙（2014年）
維新の党は民主党に選挙協力を行い、独自候補擁立を見送った。
自民党は前回比例当選した小林を再び擁立。
結果は前回より差をつけて馬淵が再選し、小林は比例復活できず、議席を失った。2016年の第24回参議院選挙以降、奈良県において唯一、民進党の議席がある選挙区となった。
- 第48回衆議院議員総選挙（2017年）
民主党の後継であった民進党の事実上の解体により、馬淵は小池百合子率いる希望の党から立候補することが決定。
自民党は前回落選した小林を擁立。
結果は小林が馬淵を2,476票の僅差で破り、初めての小選挙区当選を果たした。馬淵は希望の党の失速や区割り変更もあり、比例復活もできず落選。これにより、奈良県から野党系の議員の議席は、衆議院・参議院一旦消滅した（2019年に馬淵は比例当選議員の辞職により繰り上げ当選）。

- 第49回衆議院議員総選挙（2021年）
現職の馬淵が野党第一党の立憲民主党から立候補し6度目の小選挙区当選。
2位の小林が比例復活したほか、民主党から奈良県選挙区で当選経験のある元参議院議員の前川清成が日本維新の会から立候補し、3位ながら維新の躍進もあって比例復活したが、公職選挙法違反（事前運動、法定外文書頒布）により大阪高裁で有罪判決が出され、最高裁へ上告しているがその判決を待たずして、2023年10月4日に議員辞職した。

- 第50回衆議院議員総選挙（2024年）
現職の馬淵が野党第一党の立憲民主党から立候補し7度目の小選挙区当選。
2位の小林が比例復活したが、日本維新の会から立候補した新人の高野敦は3位で落選。

## 小選挙区選出議員
| 選挙名                 | 年                 | 当選者   | 党派       |
| ---------------------- | ------------------ | -------- | ---------- |
| 第41回衆議院議員総選挙 | 1996年（平成8年）  | 高市早苗 | 新進党     |
| 第42回衆議院議員総選挙 | 2000年（平成12年） | 森岡正宏 | 自由民主党 |
| 第43回衆議院議員総選挙 | 2003年（平成15年） | 馬淵澄夫 | 民主党     |
| 第44回衆議院議員総選挙 | 2005年（平成17年） | 馬淵澄夫 | 民主党     |
| 第45回衆議院議員総選挙 | 2009年（平成21年） | 馬淵澄夫 | 民主党     |
| 第46回衆議院議員総選挙 | 2012年（平成24年） | 馬淵澄夫 | 民主党     |
| 第47回衆議院議員総選挙 | 2014年（平成26年） | 馬淵澄夫 | 民主党     |
| 第48回衆議院議員総選挙 | 2017年（平成29年） | 小林茂樹 | 自由民主党 |
| 第49回衆議院議員総選挙 | 2021年（令和3年）  | 馬淵澄夫 | 立憲民主党 |
| 第50回衆議院議員総選挙 | 2024年（令和6年）  | 馬淵澄夫 | 立憲民主党 |

## 選挙結果
時の内閣：第1次石破内閣 解散日：2024年10月9日 公示日：2024年10月15日
当日有権者数：39万44人 最終投票率：60.40%（前回比：0.9%） （全国投票率：53.85%（2.08%））
| 当落 | 候補者名 | 年齢 | 所属党派     | 新旧 | 得票数   | 得票率 | 惜敗率 | 推薦・支持 | 重複 |
| ---- | -------- | ---- | ------------ | ---- | -------- | ------ | ------ | ---------- | ---- |
| 当   | 馬淵澄夫 | 64   | 立憲民主党   | 前   | 90,323票 | 38.96% | ――     |            | ○    |
| 比当 | 小林茂樹 | 60   | 自由民主党   | 前   | 73,214票 | 31.58% | 81.06% | 公明党推薦 | ○    |
|      | 高野敦   | 49   | 日本維新の会 | 新   | 43,400票 | 18.72% | 48.05% |            | ○    |
|      | 井上良子 | 60   | 日本共産党   | 新   | 13,511票 | 5.83%  | 14.96% |            |      |
|      | 林元政子 | 50   | 参政党       | 新   | 11,366票 | 4.90%  | 12.58% |            |      |

時の内閣：第1次岸田内閣 解散日：2021年10月14日 公示日：2021年10月19日
当日有権者数：39万5066人 最終投票率：61.30%（前回比：4.74%） （全国投票率：55.93%（2.25%））
| 当落 | 候補者名 | 年齢 | 所属党派     | 新旧 | 得票数   | 得票率 | 惜敗率 | 推薦・支持 | 重複 |
| ---- | -------- | ---- | ------------ | ---- | -------- | ------ | ------ | ---------- | ---- |
| 当   | 馬淵澄夫 | 61   | 立憲民主党   | 前   | 93,050票 | 38.97% | ――     |            | ○    |
| 比当 | 小林茂樹 | 57   | 自由民主党   | 前   | 83,718票 | 35.06% | 89.97% | 公明党推薦 | ○    |
| 比当 | 前川清成 | 58   | 日本維新の会 | 新   | 62,000票 | 25.97% | 66.63% |            | ○    |

- 前川は公職選挙法違反の引責により2023年10月4日に議員辞職。

時の内閣：第3次安倍第3次改造内閣 解散日：2017年9月28日 公示日：2017年10月10日
当日有権者数：39万8548人 最終投票率：56.56%（前回比：0.26%） （全国投票率：53.68%（1.02%））
| 当落 | 候補者名 | 年齢 | 所属党派     | 新旧 | 得票数   | 得票率 | 惜敗率 | 推薦・支持 | 重複 |
| ---- | -------- | ---- | ------------ | ---- | -------- | ------ | ------ | ---------- | ---- |
| 当   | 小林茂樹 | 53   | 自由民主党   | 元   | 90,558票 | 40.81% | ――     | 公明党推薦 | ○    |
|      | 馬淵澄夫 | 57   | 希望の党     | 前   | 88,082票 | 39.69% | 97.27% |            | ○    |
|      | 井上良子 | 53   | 日本共産党   | 新   | 21,782票 | 9.82%  | 24.05% |            |      |
|      | 吉野忠男 | 58   | 日本維新の会 | 新   | 21,484票 | 9.68%  | 23.72% |            | ○    |

- 馬淵は樽床伸二の大阪12区補欠選挙立候補に伴う辞職により、2019年2月5日に繰り上げ当選。

時の内閣：第2次安倍改造内閣 解散日：2014年11月21日 公示日：2014年12月2日
当日有権者数：29万5236人 最終投票率：56.82%（前回比：6.03%） （全国投票率：52.66%（6.66%））
| 当落 | 候補者名 | 年齢 | 所属党派   | 新旧 | 得票数   | 得票率 | 惜敗率 | 推薦・支持 | 重複 |
| ---- | -------- | ---- | ---------- | ---- | -------- | ------ | ------ | ---------- | ---- |
| 当   | 馬淵澄夫 | 54   | 民主党     | 前   | 79,265票 | 48.41% | ――     |            | ○    |
|      | 小林茂樹 | 50   | 自由民主党 | 前   | 67,473票 | 41.21% | 85.12% | 公明党推薦 | ○    |
|      | 谷川和広 | 36   | 日本共産党 | 新   | 16,996票 | 10.38% | 21.44% |            |      |

時の内閣：野田第3次改造内閣 解散日：2012年11月16日 公示日：2012年12月4日
当日有権者数：29万5460人 最終投票率：62.85%（前回比：5.53%） （全国投票率：59.32%（9.96%））
| 当落 | 候補者名   | 年齢 | 所属党派     | 新旧 | 得票数   | 得票率 | 惜敗率 | 推薦・支持 | 重複 |
| ---- | ---------- | ---- | ------------ | ---- | -------- | ------ | ------ | ---------- | ---- |
| 当   | 馬淵澄夫   | 52   | 民主党       | 前   | 68,712票 | 37.86% | ――     |            | ○    |
| 比当 | 小林茂樹   | 48   | 自由民主党   | 新   | 61,043票 | 33.63% | 88.84% | 公明党推薦 | ○    |
|      | 大野祐司   | 52   | 日本維新の会 | 新   | 38,791票 | 21.37% | 56.45% |            | ○    |
|      | 伊藤恵美子 | 66   | 日本共産党   | 新   | 12,954票 | 7.14%  | 18.85% |            |      |

時の内閣：麻生内閣 解散日：2009年7月21日 公示日：2009年8月18日
当日有権者数：29万5931人 最終投票率：68.38%（前回比：0.16%） （全国投票率：69.28%（1.77%））
| 当落 | 候補者名   | 年齢 | 所属党派   | 新旧 | 得票数    | 得票率 | 惜敗率 | 推薦・支持 | 重複 |
| ---- | ---------- | ---- | ---------- | ---- | --------- | ------ | ------ | ---------- | ---- |
| 当   | 馬淵澄夫   | 49   | 民主党     | 前   | 120,812票 | 60.67% | ――     |            | ○    |
|      | 森岡正宏   | 66   | 自由民主党 | 元   | 61,464票  | 30.86% | 50.88% |            | ○    |
|      | 井上良子   | 45   | 日本共産党 | 新   | 14,732票  | 7.40%  | 12.19% |            |      |
|      | 栗岡真由美 | 49   | 幸福実現党 | 新   | 2,137票   | 1.07%  | 1.77%  |            |      |

時の内閣：第2次小泉改造内閣 解散日：2005年8月8日 公示日：2005年8月30日
当日有権者数：29万5882人 最終投票率：68.54%（前回比：10.15%） （全国投票率：67.51%（7.65%））
| 当落 | 候補者名   | 年齢 | 所属党派   | 新旧 | 得票数   | 得票率 | 惜敗率 | 推薦・支持 | 重複 |
| ---- | ---------- | ---- | ---------- | ---- | -------- | ------ | ------ | ---------- | ---- |
| 当   | 馬淵澄夫   | 45   | 民主党     | 前   | 73,062票 | 37.23% | ――     |            | ○    |
| 比当 | 鍵田忠兵衛 | 48   | 自由民主党 | 新   | 66,215票 | 33.74% | 90.63% |            | ○    |
|      | 森岡正宏   | 62   | 無所属     | 前   | 41,914票 | 21.36% | 57.37% |            | ×    |
|      | 細野歩     | 48   | 日本共産党 | 新   | 15,071票 | 7.68%  | 20.63% |            |      |

時の内閣：第1次小泉第2次改造内閣 解散日：2003年10月10日 公示日：2003年10月28日
当日有権者数：29万5358人 最終投票率：58.39%（前回比：1.08%） （全国投票率：59.86%（2.63%））
| 当落 | 候補者名 | 年齢 | 所属党派   | 新旧 | 得票数   | 得票率 | 惜敗率 | 推薦・支持 | 重複 |
| ---- | -------- | ---- | ---------- | ---- | -------- | ------ | ------ | ---------- | ---- |
| 当   | 馬淵澄夫 | 43   | 民主党     | 新   | 79,529票 | 48.18% | ――     |            | ○    |
|      | 高市早苗 | 42   | 自由民主党 | 前   | 65,538票 | 39.70% | 82.41% |            | ○    |
|      | 佐藤真理 | 53   | 日本共産党 | 新   | 20,010票 | 12.12% | 25.16% |            |      |

- 高市はその後2区へ国替え。
- 佐藤は息子3人と娘1人の4人全員を日本国内の大学受験において最難関とされる東京大学（理科三類）に合格させたことで有名な教育評論家の佐藤亮子（佐藤ママ）の夫である。

時の内閣：第1次森内閣 解散日：2000年6月2日 公示日：2000年6月13日
当日有権者数：29万1217人 最終投票率：59.47%（前回比：0.44%） （全国投票率：62.49%（2.84%））
| 当落 | 候補者名 | 年齢 | 所属党派   | 新旧 | 得票数   | 得票率 | 惜敗率 | 推薦・支持 | 重複 |
| ---- | -------- | ---- | ---------- | ---- | -------- | ------ | ------ | ---------- | ---- |
| 当   | 森岡正宏 | 57   | 自由民主党 | 新   | 73,851票 | 44.15% | ――     |            | ○    |
|      | 馬淵澄夫 | 39   | 民主党     | 新   | 54,684票 | 32.69% | 74.05% |            | ○    |
|      | 佐藤真理 | 50   | 日本共産党 | 新   | 32,337票 | 19.33% | 43.79% |            |      |
|      | 向井弘   | 64   | 自由連合   | 新   | 6,401票  | 3.83%  | 8.67%  |            |      |

時の内閣：第1次橋本内閣 解散日：1996年9月27日 公示日：1996年10月8日
当日有権者数：28万1345人 最終投票率：59.03% （全国投票率：59.65%（8.11%））
| 当落 | 候補者名 | 年齢 | 所属党派   | 新旧 | 得票数   | 得票率 | 惜敗率 | 推薦・支持 | 重複 |
| ---- | -------- | ---- | ---------- | ---- | -------- | ------ | ------ | ---------- | ---- |
| 当   | 高市早苗 | 35   | 新進党     | 前   | 60,507票 | 37.00% | ――     |            |      |
|      | 森岡正宏 | 53   | 自由民主党 | 新   | 50,249票 | 30.72% | 83.05% |            | ○    |
| 比当 | 辻第一   | 70   | 日本共産党 | 元   | 33,802票 | 20.67% | 55.86% |            | ○    |
| 比当 | 家西悟   | 36   | 民主党     | 新   | 18,994票 | 11.61% | 31.39% |            | ○    |

- 家西は第42回では比例単独候補として当選、第20回参議院議員通常選挙へ立候補し、当選。